# スティーブ・エルキントン
スティーブ・エルキントン（Steve Elkington, 1962年12月8日 - ）は、オーストラリア・インベレル出身のプロゴルファー。1995年の全米プロゴルフ選手権優勝者である。これまでにPGAツアーで1995年全米プロゴルフ選手権を含む10勝、国際試合で2勝を挙げている。身長188cm、体重86kg。

## 経歴
ヒューストン大学を卒業し、1985年にプロ入り。1990年に「Kマート・グレーター・グリーンズボロ・オープン」でPGAツアー初優勝。1991年にザ・プレーヤーズ選手権で優勝し、初めてのビッグタイトルを獲得する。1992年は地元開催大会の全豪オープンゴルフで優勝した。
1995年、エルキントンは前年度のPGAツアー大会優勝者しか出場資格を得られない年間開幕戦の「メルセデス選手権」で優勝した。同年のメジャー大会最終戦・全米プロゴルフ選手権は、カリフォルニア州にある「リビエラ・カントリークラブ」（パー71）で開かれ、エルキントンは4日間通算 17 アンダーパー（-17, 267ストローク）で回り、メジャー大会初優勝を飾った。1997年にはザ・プレーヤーズ選手権で6年ぶり2度目の優勝を果たした。しかし、1999年3月の「ドラルライダー・オープン」を最後にツアーの優勝から遠ざかっている。
1994年からアメリカ代表チームと国際選抜チーム（代表選手は各チーム12名ずつ）による「プレジデンツカップ」が創設され、エルキントンは国際選抜チームの代表選手として1994年・1996年・1998年・2000年の4度出場した。
エルキントンは1998年、『スティーブ・エルキントンのゴルフ5つの基本』（Steve Elkington's Five Fundamentals of Golf）という著書を出版している。

## ツアー優勝歴 (17)

### PGAツアー (10)
| No. | Date        | 大会                                               | 優勝スコア            | 2位との差 | 2位(タイ)                          |
| --- | ----------- | -------------------------------------------------- | --------------------- | --------- | ---------------------------------- |
| 1   | 22 Apr 1990 | KMart Greater Greensboro Open                      | −6 (74-71-71-66=282)  | 2打差     | マイク・リード, ジェフ・スルーマン |
| 2   | 31 Mar 1991 | ザ・プレーヤーズ・チャンピオンシップ               | −12 (66-70-72-68=276) | 1打差     | ファジー・ゼラー                   |
| 3   | 12 Jan 1992 | インフィニティ・トーナメント・オブ・チャンピオンズ | −9 (69-71-67-72=279)  | Playoff   | ブラッド・ファクソン               |
| 4   | 2 Oct 1994  | ビュイック・サザンオープン                         | −16 (66-66-68=200)    | 5打差     | スティーブ・リントール             |
| 5   | 8 Jan 1995  | メルセデス選手権                                   | −10 (69-71-71-67=278) | Playoff   | ブルース・リツキー                 |
| 6   | 13 Aug 1995 | 全米プロゴルフ選手権                               | −17 (68-67-68-64=267) | Playoff   | コリン・モンゴメリー               |
| 7   | 9 Mar 1997  | ドラルライダー・オープン                           | −13 (70-66-70-69=275) | 2打差     | ラリー・ネルソン, ニック・プライス |
| 8   | 30 Mar 1997 | ザ・プレーヤーズ・チャンピオンシップ               | −16 (66-69-68-69=272) | 7打差     | スコット・ホック                   |
| 9   | 10 Oct 1998 | ビュイック・チャレンジ                             | −21 (66-70-66-65=267) | Playoff   | フレッド・ファンク                 |
| 10  | 7 Mar 1999  | ドラル＝ライダー・オープン                         | −13 (72-70-69-64=275) | 1打差     | グレグ・クラフト                   |

### その他
- 1992 オーストラリアン・オープン
- 1993 フレッドマイヤーチャレンジ（トム・パーツァーとともに）、フランクリン・ファンド・シャーク・シュートアウト（レイモンド・フロイドとともに）
- 1995 フランクリン・テンプルトン・シャークシュートアウト（マーク・カルカベッキアとともに）
- 1996 ホンダ・インビテーショナル
- 1997 ダイナースクラブマッチ（ジェフ・マガートとともに）
- 1998 フランクリン・テンプルトン・シャーク・シュートアウト（グレグ・ノーマンとともに）